# Xyletinus fasciatus
Xyletinus fasciatus är en skalbaggsart som beskrevs av White 1962. Xyletinus fasciatus ingår i släktet Xyletinus och familjen trägnagare. Inga underarter finns listade i Catalogue of Life.